# 柄斑帶天竺鯛
柄斑帶天竺鯛（學名：Taeniamia ataenia），為輻鰭魚綱鈎頭魚目天竺鯛科帶天竺鯛屬下的一個種，分布於東印度洋安達曼海至印尼蘇門答臘西南部海域，深度0至7公尺，本魚體延長，長橢圓形，體稍側扁，頭大、眼大、口大且斜裂，頜齒細小，鋤骨和腭骨通常具齒，舌上無齒，前鰓蓋骨邊緣鋸齒狀，體被弱櫛鱗，體半透明略帶淡黃綠色，腹部銀白色，尾柄部有一黑色圓斑，背鰭2個，尾鰭叉形，體長可達4.8公分，棲息有枝狀珊瑚生長的岩礁區，成群活動，夜間活動，屬肉食性，繁殖期時，雄魚具有口孵習性，卵約7日化成仔魚，由雄魚吐出，具短暫的仔魚飄浮期，生活習性不明。